# Vatten på Mars

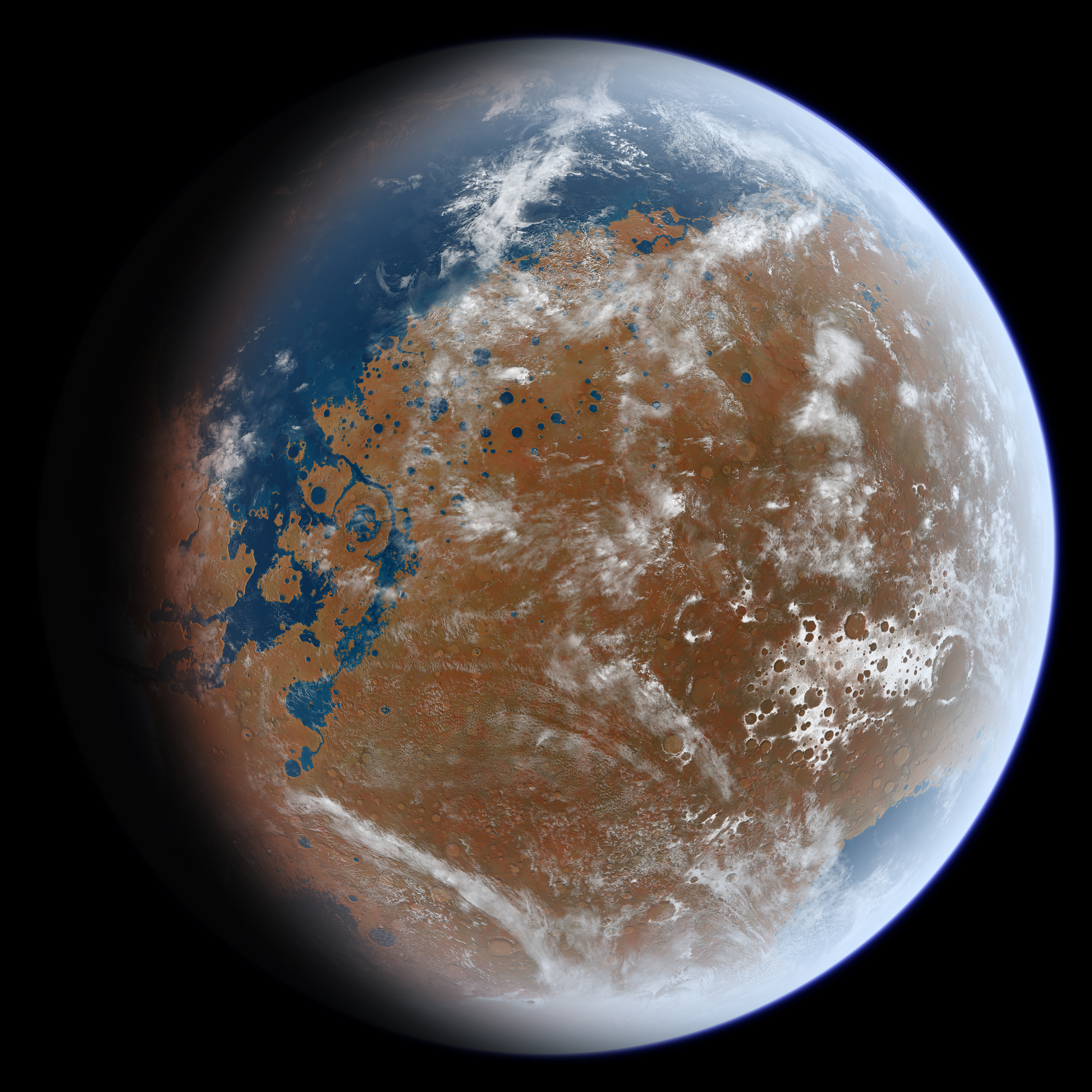
En konstnärs bild av hur Mars kan ha sett ut i sin tidiga historia när stora mängder flytande vatten anses ha bildat hav över ytan.

Vatten på Mars är beteckningen på alla former av vatten på planeten Mars. Jämfört med jorden har Mars väsentligt mindre vatten i alla tre faser. Huvuddelen av vattnet på Mars finns i kryosfären, det vill säga i form av iskalotter vid polerna samt permafrost i marken. Endast små mängder flytande vatten finns på Mars yta och mycket lite vattenånga finns i den tunna atmosfären.
Nuvarande klimat på Mars tillåter inte att vatten befinner sig i flytande tillstånd vid ytan under längre perioder. Det låga lufttrycket och temperaturen gör att is direkt sublimerar till vattenånga utan att först vara flytande. Tidigt i Mars historia anses dock förhållandena ha varit andra och flytande vatten täckte i så fall stora delar av planeten i form av hav. Frågan var detta vatten nu finns är till stor del fortfarande obesvarad, men den största delen tros ha förlorats ut i rymden på grund av solvinden. Mycket tyder dock på att ansenliga mängder vatten fortfarande finns kvar i berggrunden.
Frågan om vatten på Mars har länge ansetts vara intressant eftersom vatten såvitt man vet är en förutsättning för liv och bidrar till viktiga geologiska förlopp.
2015 kunde forskare, bland annat från Luleå tekniska universitet, bevisa att det finns ett vattenkretslopp på planeten. Tunna lager av flytande saltlösningar bildas i marken på Mars för att sedan avdunsta under natten. Resultatet tyder på ett aktivt utbyte av vatten mellan Mars atmosfär och yta.

## Polerna
Norra polens högland Planum Boreum, utsträcks till 80°N . Den omges av Vastitas Borealis, norra polens lågland. Höglandet tros ha cirka 1,2 miljoner kubikkilometer is, utsträckt 600 km från polen. Själva landskapet är format av vindar. Ju längre mot norr desto mer koldioxidis finns det.
Södra polen, Planum Australe, tros ha ett 3 km tjockt istäcke. De delar som är lättast att studera eftersom de reflektera mest är de stora delarna med 85 % koldioxidis och 15 % vatten-is. Området sträcker sig 100 km från polen. Kring ekvatorn finns ej mer än 2 - 10 % vatten i skorpan. Det vattnet tros dock vara låst i förening med andra mineraler.

## Utforskning
(I den ordning de skickades iväg, inom parentes när de landat)
- Mariner 9 (1971) Hittade flodfåror. Hittade erosion orsakad av vatten och deposition, väderfronter, dimma, och liknande.
- Vikingprogrammet (1976–1982) Hade med sig en Kromatograf-mass spektrometer, som hittade vattenmolekyler. Som mest innehöll dessa prover till 1 % vatten. Andra kemikalier var sådana att de kunde kommit från avdunstande vatten, och oxiderande processer.
- Mars Global Surveyor (2006) Hade en Thermal Emission Spectrometer (TES), en värmeutstrålningsspektrometer som kunde identifiera bergarter som är bildade av vatten. Dessutom kunde en kamera ta foton av en dalgång som visade spår av vattenflöden.
- Mars Pathfinder (1997) Lyckades visa att skyn var rosa och hade moln, kanske även dimmor. Landade där det var för kallt för flytande vatten, men kunde visa att det hade funnits en tid när planeten hade haft annat klimat.
- Mars Odyssey (2003) Kunde visa på små bundna mängder vatten i skorpan. Kring södra polen visade data att det kunde finnas olika lager av mineral och ämnen. Ett av dessa skulle då ha varit vatten-is. Foton visade återigen att det fanns dalar med erosion.
- Mars Express (2003) I december 2018 avslöjade foton att det finns is av vatten i Korolevkratern.[3]
- Phoenix 2008 När den värmde upp ett prov, kunde den detektera flytande vatten. Den kunde även visa att stenar som låg på marken hade hål omkring sig som när bland annat vatten expanderar vid temperaturökningar. Man kunde även visa att molnen bildades vid temperaturer som tyder på vattenmoln, istället för koldioxiddimma. Det fanns även perklorat, vilket blandat med vatten sänker vattnets smältpunkt.
- Mars Rovers Hittade bland annat salter, som på jorden finns i varma källor där det hjälper liv.
- Mars Reconnaissance Orbiter Hittade bland annat varma källor. Försökte ta reda på vad de olika lagren på planeten kom sig av och hur de fungerade. Kunde visa på förekomst av lera.
- Den 28 september 2015 meddelade NASA att flytande vatten  med största sannolikhet fortfarande finns på Mars.[4]

### Fotnoter
1. ↑  ”Forskare tveksamma till liv på Mars - Luleå tekniska universitet, LTU - forskning och utbildning i världsklass”. www.ltu.se. Arkiverad från originalet den 27 maj 2019. https://web.archive.org/web/20190527232616/https://www.ltu.se/research/subjects/Atmosfarsvetenskap/2.56313/Forskare-tveksamma-till-liv-pa-Mars-1.128932. Läst 27 maj 2019.
2. ↑  Vaniman, David; Sumner, Dawn; Vasavada, Ashwin R.; Berger, Gilles; Cockell, Charles; McConnochie, Tim (2015-05). ”Transient liquid water and water activity at Gale crater on Mars” (på engelska). Nature Geoscience 8 (5):  sid. 357–361. doi:10.1038/ngeo2412. ISSN 1752-0908. https://www.nature.com/articles/ngeo2412. Läst 27 maj 2019.
3. ↑  ”Mars Express gets festive: A winter wonderland on Mars” (på engelska). European Space Agency. 20 december 2018. https://www.esa.int/Our_Activities/Space_Science/Mars_Express/Mars_Express_gets_festive_A_winter_wonderland_on_Mars. Läst 21 december 2018.
4. ↑  Daniel Velasco (28 september 2015). ”Flytande vatten på Mars viktig upptäckt”. Sveriges radio. http://sverigesradio.se/sida/artikel.aspx?programid=83&artikel=6266300. Läst 29 september 2015.